# Slavia Occidentalis
Slavia Occidentalis – rocznik poświęcony kulturze Słowian zachodnich, ukazujący się od 1921 roku w Poznaniu. Założycielami byli: Jan Otrębski, Mikołaj Rudnicki i Ludwik Zabrocki. W okresie przedwojennym wydawcą był Instytut Zachodnio-Słowiański przy Uniwersytecie w Poznaniu (UAM). Po wojnie czasopismo zostało reaktywowane w 1960 przez Poznańskie Towarzystwo Przyjaciół Nauk (PTPN). Od 1999 jest wspólnie wydawane przez PTPN oraz Wydział Filologii Polskiej i Klasycznej UAM.
Redaktorami naczelnymi byli: Władysław Kuraszkiewicz, Stefan Vrtel-Wierczyński, Gerard Labuda. Obecnie funkcję tę pełnią Bogusław Bakuła (seria Literaria) i Tadeusz Lewaszkiewicz (seria Linguistica). Pismo zawiera: artykuły, recenzje, omówienia publikowane tak w języku polskim, jak i w językach obcych.
Od 2013 pismo stało się półrocznikiem, jednocześnie rozgałęziając się na dwie serie Linguistica i Literaria.
Wydania archiwalne od roku 2011 dostępne są na platformie PRESSto.